# Léon Houyoux
Pour les articles homonymes, voir Houyoux.
Léon Houyoux, né à Bruxelles le 24 novembre 1856 et mort à Auderghem le 10 octobre 1940, est un peintre belge de paysages et de nus. Il est l'oncle de Maurice Houyoux (architecte) et de George Houyoux (éditeur).

## Biographie
Léon Jean Jacques Houyoux, né à Bruxelles le 24 novembre 1856, est le fils de Jacques Houyoux, marchand de cuirs, et de Rosalie Claessens. En 1891, il épouse Zoé D'Hondt (1861 -1924) qui lui donne deux filles, Rose et Germaine. 
Il s'imprègne dès le plus jeune âge du contact avec la nature. Il doit attendre l'âge de 19 ans pour s'inscrire à des cours du soir de peinture à l'Académie de peinture de Bruxelles. Il suit ensuite l'enseignement de Jean François Portaels à l'Académie royale des beaux-arts de Bruxelles pendant les années 1877 à 1879, aux côtés de Fernand Khnopff, James Ensor et François Halkett. Le concours organisé le 18 avril 1878 propose trois sujets tirés au sort parmi neufs sujets bibliques. Pour l'année scolaire 1878-1879, Houyoux se classe 1er en peinture, devant F. Khnopff (3ème) et J. Ensor (13ème). Son parcours le conduit ensuite à voyager à Munich et à Paris en 1879, où il découvre l’impressionnisme qui influencera toute son œuvre. Il se perfectionne ensuite aux Pays-Bas en 1880, à Londres en 1882, en Écosse en 1883, ainsi qu'à Dresde et à Berlin en 1884, avant de s'établir définitivement à Bruxelles en 1885. 
Houyoux débute au Salon Triennal de Bruxelles en 1881. Il adhère la même année au cercle artistique « L’Essor », qui était la continuité du « Cercle des anciens élèves et élèves des Académies des beaux-arts de Bruxelles », créé en 1876, et y présente ses œuvres jusqu'en 1888, ainsi qu'au Cercle Artistique et Littéraire de Bruxelles et à Londres.    
En 1880, son ami Fernand Khnopff réalise sa première grande œuvre pour la maison de Léon Houyoux, une toile peinte pour un plafond, qui ornera finalement son atelier au Rouge-Cloître. Fernand Khnopff participera pour la première fois à une exposition collective de « L'Essor » début 1881 avec cette oeuvre, en même temps que Léon Houyoux.    
Le peintre se fera construire une maison à l'angle de la rue Allard et de la rue Watteeu à Bruxelles en 1889.   
En 1896, Houyoux devient membre de la « Société Nationale des Beaux-Arts » à Paris, qu'on désigne encore sous le nom de « Champ-de-Mars », où il remporte la même année une médaille d'or pour un nu en plein air, Sous la Feuillée, qui lui assure la renommée.   
« Le paysage a pour champions Claus, Buysse, Willaert et Houyoux, exposants assidus du Champ de Mars où, chaque année, on leur fait bon accueil (…) ».  
En 1898, alors qu'Émile Zola est jugé pour diffamation devant la cour d'assises de Paris, à la suite de son engagement dans l'affaire Dreyfus, Houyoux co-signe la déclaration des écrivains, artistes et hommes de science de Belgique qui «  assurent M. Émile Zola de leur admiration pour sa noble et courageuse attitude ».  
En 1904, il expose dans la section belge lors de l'Exposition universelle à Saint-Louis, en Louisiane.  
En 1908, il expose à l'exposition internationale de beaux-arts à Bruges, et s'installe la même année à Auderghem, dans le lieu-dit le Rouge-Cloître, où il peint la forêt de Soignes avec une technique caractéristique faite de touches vaporeuses et luministes, et qu’il représente très souvent avec des personnages ou des nus. Il occupe sur le site pendant plus de vingt ans la maisonnette à toit rouge en face du Centre d’Art, la maison du portier, encore désignée comme l’atelier de Léon Houyoux ou encore de Désiré Haine, qui l’occupa par la suite. De nombreux amis du cercle artistique Le Sillon s'étaient installés à proximité.  
« Léon Houyoux a certes bien mérité d'être qualifié dans le cahier des Arts en Europe comme étant "le peintre de la nature" et principalement celle de Rouge-Cloître; mais il est aussi de par l'ordonnance, l'exécution et le style de certains nus ou de certains portraits, à classer parmi les grands maîtres doués d'une exceptionnelle sensibilité ».  
Durant la Première Guerre mondiale, Houyoux peint Secours d'hiver, une toile qui se trouve dans la salle du Conseil de la maison communale d'Auderghem. Elle représente un épisode de ravitaillement par l'American Commission for Relief in Belgium sous l'occupation allemande. Faute de toiles, Léon houyoux peignit également sur des sacs de farine reçus à l'occasion de ces dons. Un de ces tableaux est conservé à la St. Edward’s University à Austin au Texas. Léon Houyoux exposa ses œuvres au Cercle Artistique et Littéraire jusqu'en 1936, qui devint le Cercle royal Gaulois artistique et littéraire en 1951.  
Il a également une prédilection pour les paysages, les bois et les intérieurs. Il peint des paysages de la forêt de Soignes, de la mer du Nord, des collines de Menton et le cap Martin. Il a une préférence pour les sous-bois printaniers, les tendres feuillages et le soleil filtrant à travers les vertes frondaisons. Il s'est fait une spécialité des paysages riches en perspectives, où l’œil se plait à de lointaines promenades.
En 1922, la poste belge émet la série de timbres « Houyoux » avec l'effigie du roi Albert Ier, dessinée par Léon Houyoux. Le premier timbre de ce type, qui fut émis le 21 juillet 1922, était un timbre de 25 centimes. Le type 'Houyoux' sera émis jusqu'en 1930, date à laquelle il a été remplacé par un lion héraldique. En 1927, la première carte postale « Houyoux » trilingue français/néerlandais/allemand a été émise, toutes les émissions précédentes ayant été françaises, ou bilingues français/néerlandais. Cette image d'un roi est la dernière à figurer sur une carte postale ordinaire jusqu'au roi Albert II en 1996. 
À la suite de son décès le 10 octobre 1940 au Rouge-Cloître, Léon Houyoux est inhumé au cimetière d'Auderghem.

## Sélection d'œuvres
- Femme devant la fenêtre, 1883.
- Le repos du petit modèle, 1887, Musées royaux des beaux-arts de Belgique.
- Eau dormante, 1890.
- Sous la Feuillée, 1896.
- Chemin entre les étangs, collection communale d’Auderghem.
- La cueillette des groseilles, collection communale d’Auderghem.
- Le Val Duchesse, collection communale d’Auderghem.
- Une femme nue et un chien, collection communale d’Auderghem.
- Jeune fille dans les dunes, collection Nicolas Houyoux, 1900.
- Le portrait de Missia, collection Nicolas Houyoux, anciennement collection Jacques Stoclet, 1888.
- Portrait de Jean Paul Houyoux (son frère), Mathilde Houyoux et Mariette Houyoux (ses nièces), collection Nicolas Houyoux.
- Le béguinage à Bruges, huile sur toile, 1905, collection MoMuse, Région de Bruxelles-Capitale (Urban 68818)
- La Source, 1910.
- La Baigneuse, 1910.
- Paresseuse, 1910.
- Secours d'hiver, collection communale d’Auderghem (salle du Conseil), 1915.
- Automne au Rouge-Cloître, « Château Charles Albert », collection privée Zylberberg.
- Fillette en noir, collection Jacques Stoclet.
- Le cap Martin,1929
- Déjeuner au bord de l'eau, 1934.
- Musées de Bruxelles, Musée d'Ixelles, Buenos Aires[23] et collections privées.

## Hommages et distinction
En 1970, Léon Houyoux bénéficie d’une importante mention dans la Biographie Nationale par l’Académie Royale de Belgique (tome XXXV), dont la commission rend la même année un hommage à sa fille Rose Houyoux, conservateur honoraire aux Musées royaux d’Art et d’Histoire, décédée. 
Une importante rétrospective de l’artiste fut organisée au Centre d’Art de Rouge Cloître en 1971 et en 1978.
Houyoux a représenté «L’Ecole d’Auderghem» à Golfe-Juan-Vallauris lors des festivités du jumelage en 1974. Il est exposé dans le cadre de l'exposition "désir' aux Musées royaux des Beaux-Arts de Belgique (musée Fin-de-Siècle) en 2014.
Une « avenue Léon Houyoux » a été inaugurée en sa mémoire le 19 juin 1942.
Il a reçu la distinction suivante :
- Chevalier de l'ordre de Léopold (14 avril 1920)[27]

## Galerie

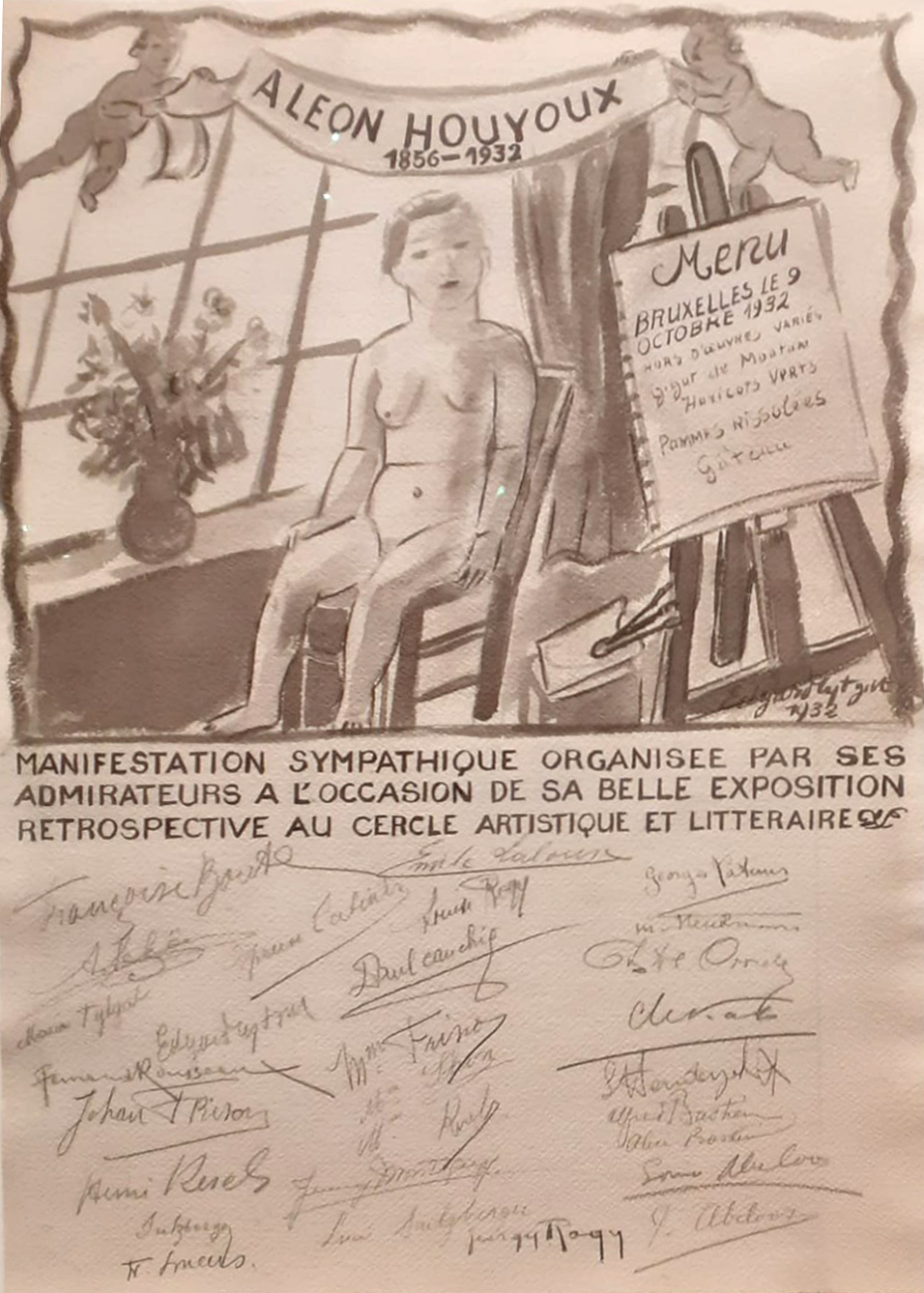
Hommage à Léon Houyoux, dessin original d’Edgard Tytgat, également signé par Paul Cauchie, Anne-Pierre De Kat, Victor Abeloos.
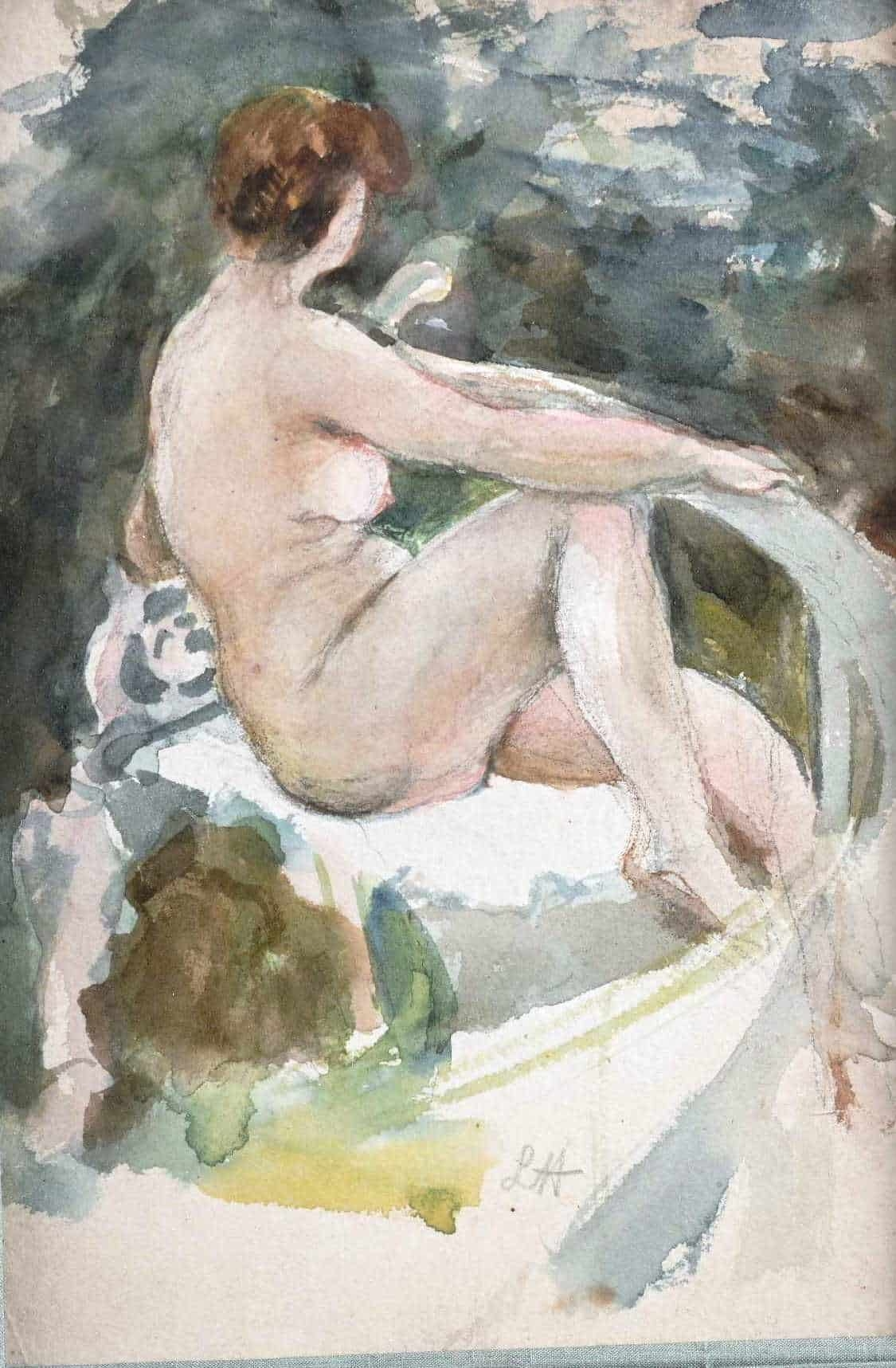
Nu, aquarelle, Léon Houyoux.
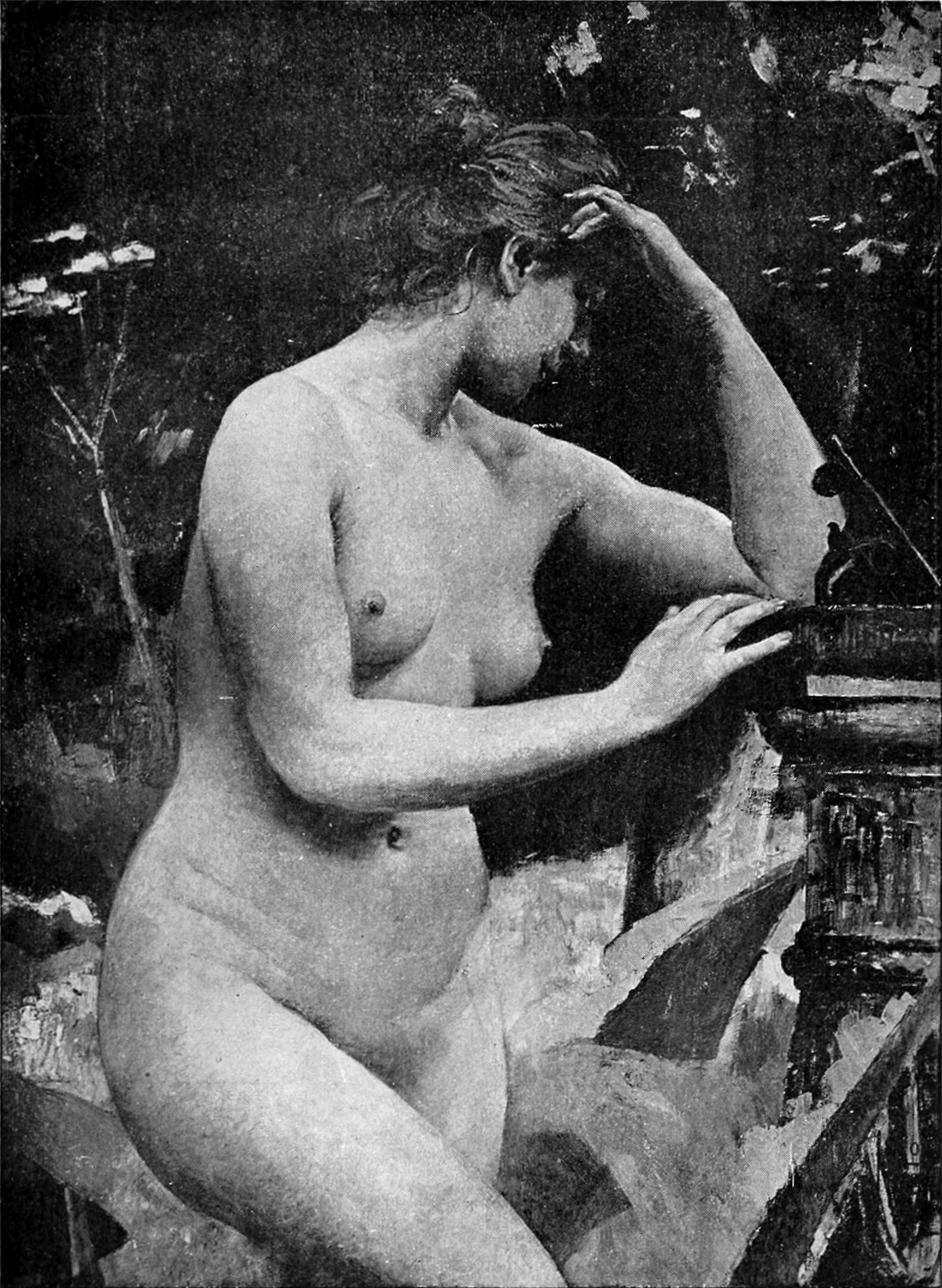
Étude.
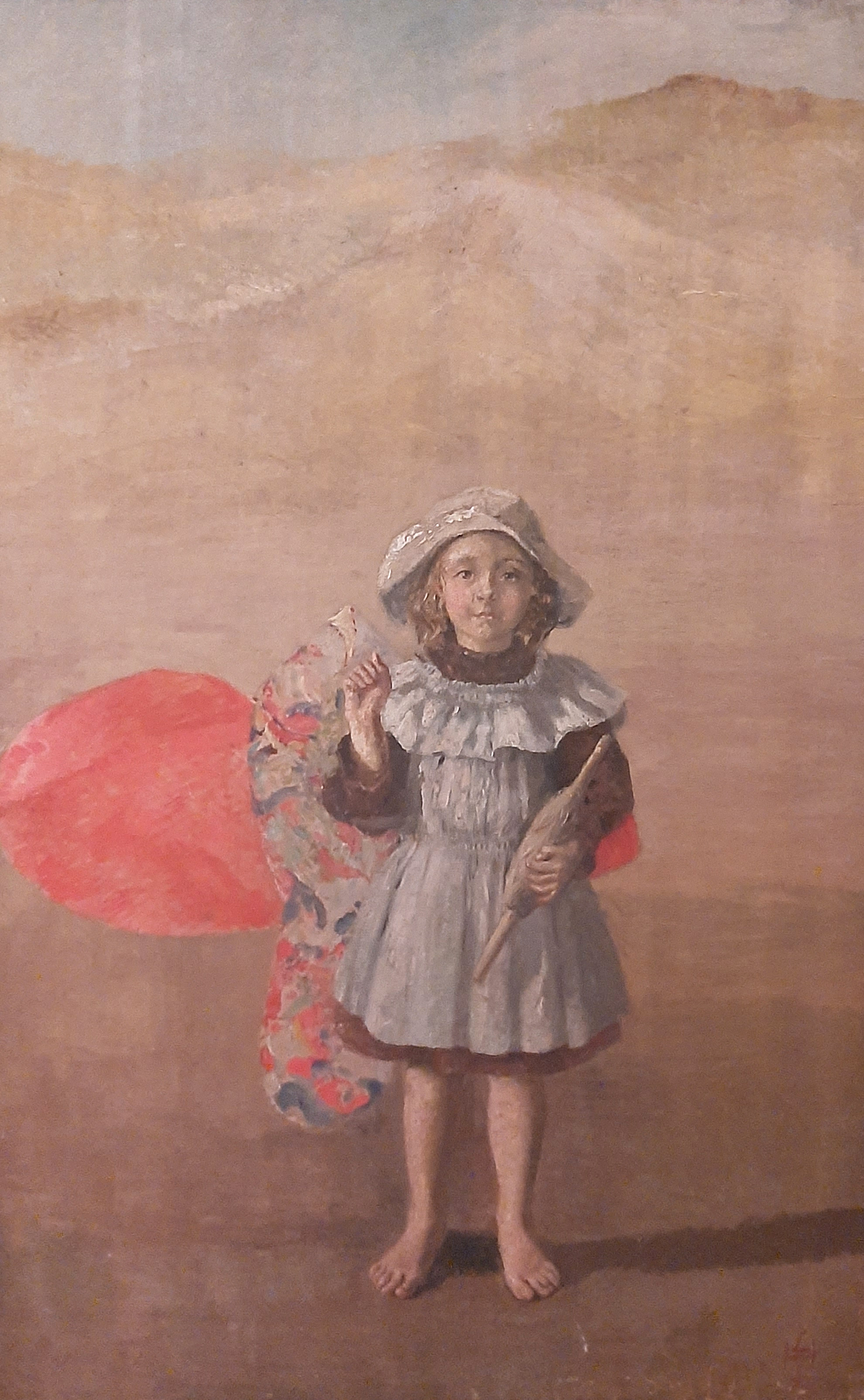
Leon Houyoux, Jeune fille dans les dunes, 1900, coll. Nicolas Houyoux
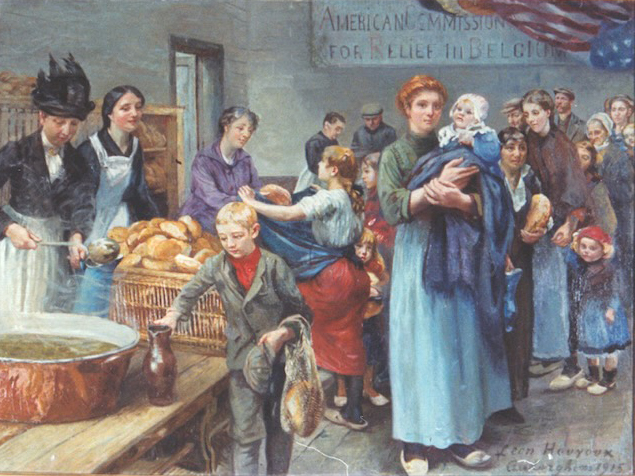
Léon Houyoux, Secours d'hiver, 1915
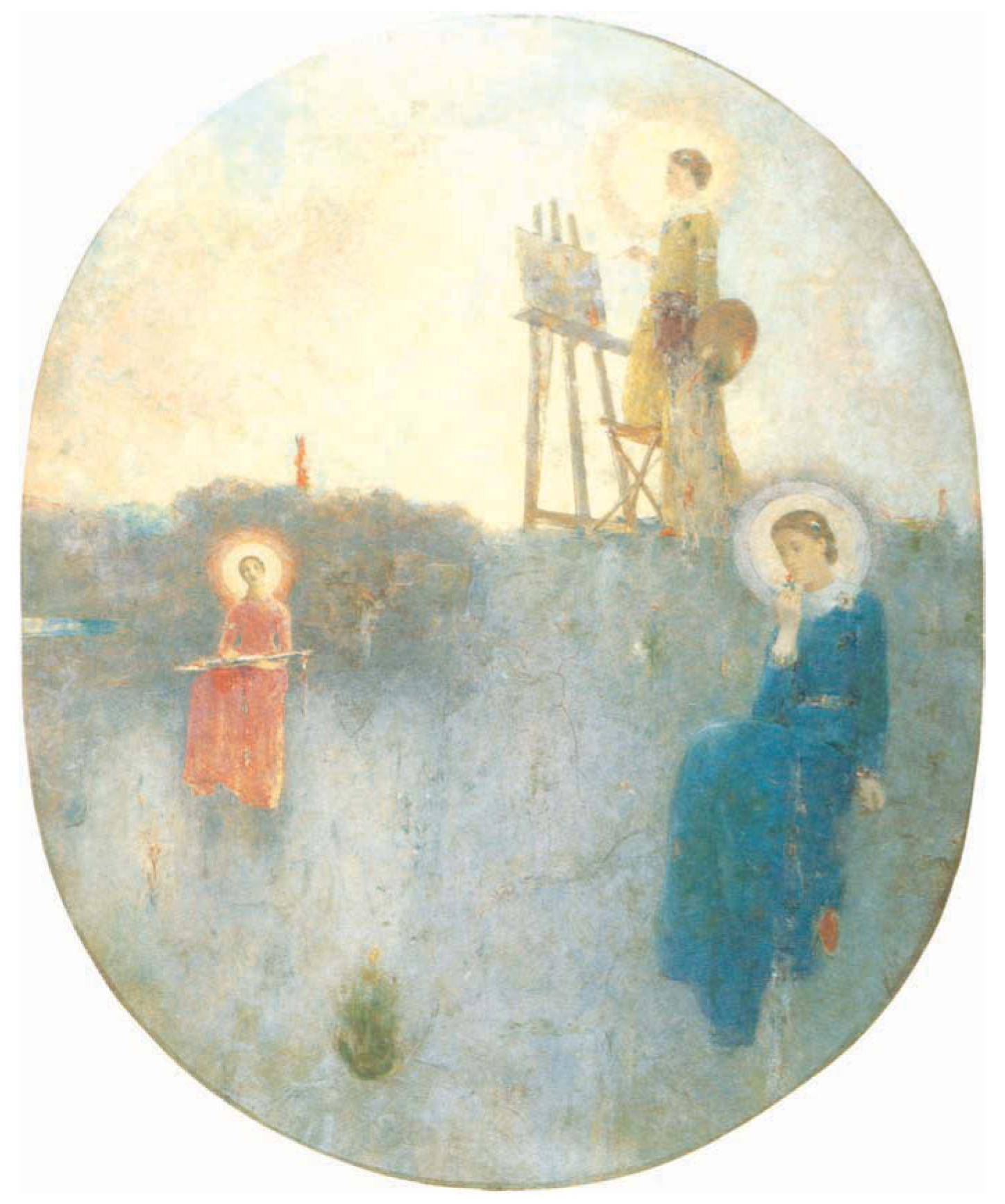
Fernand Khnopff, Plafond pour Léon Houyoux, à compléter sur site: Peinture, Musique, Poésie, 1880.
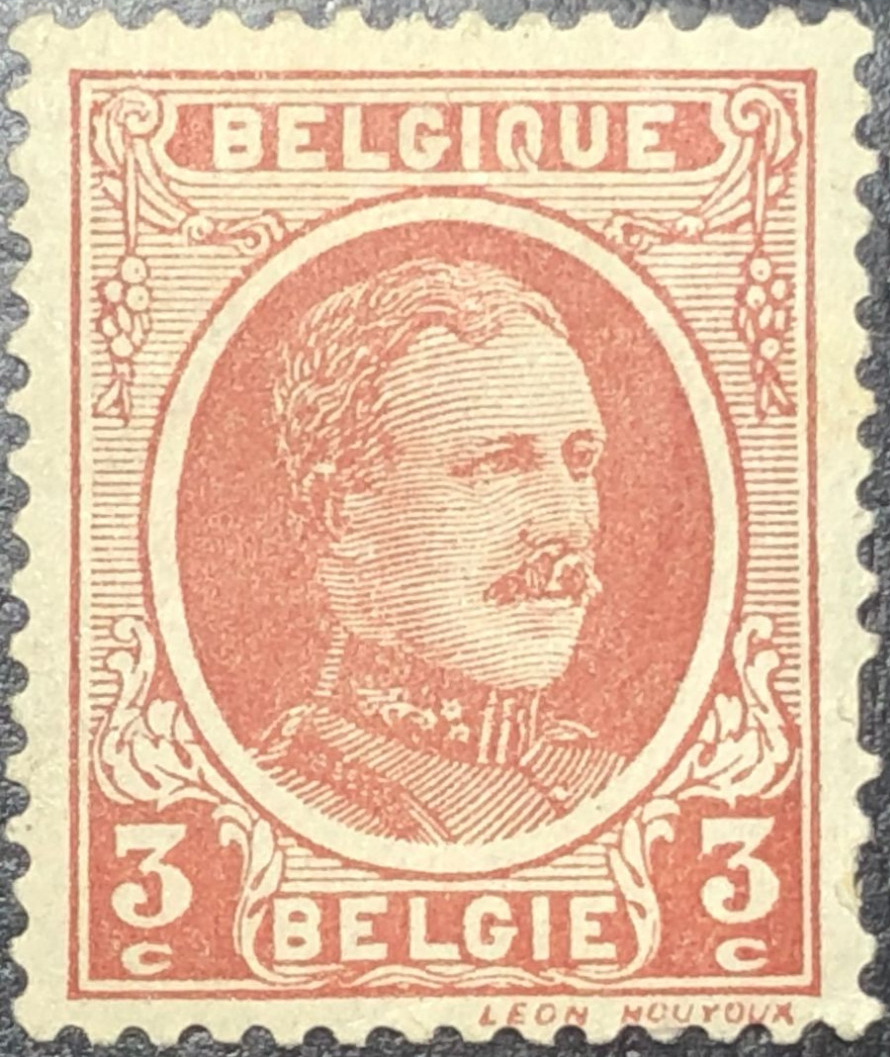
Timbre. Roi Albert 1er. Type Houyoux
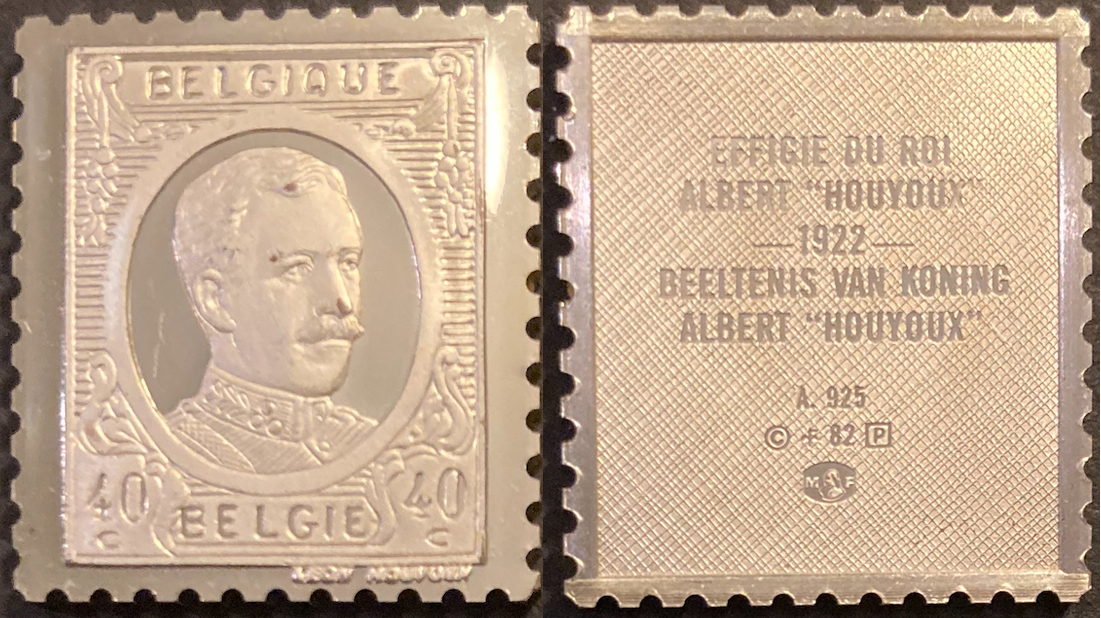
Timbre en argent, Roi Albert 1er, Type Houyoux
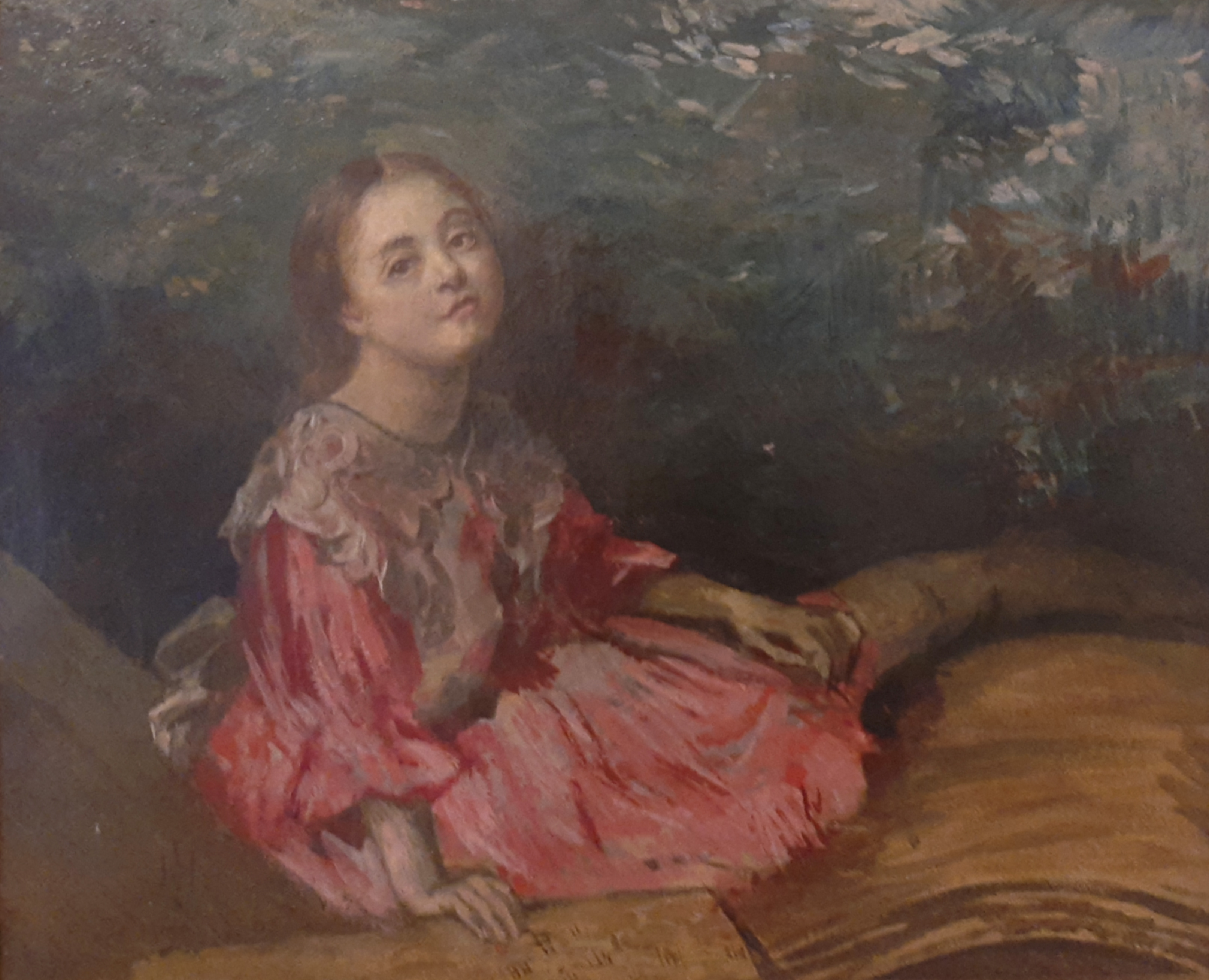
Léon Houyoux, portrait
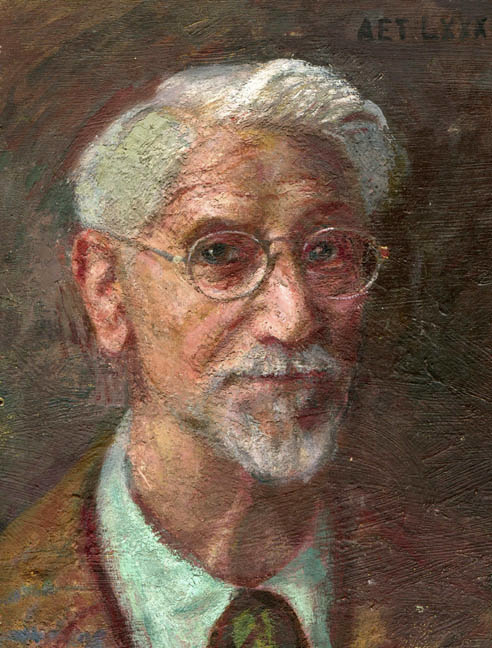
Léon Houyoux, autoportrait
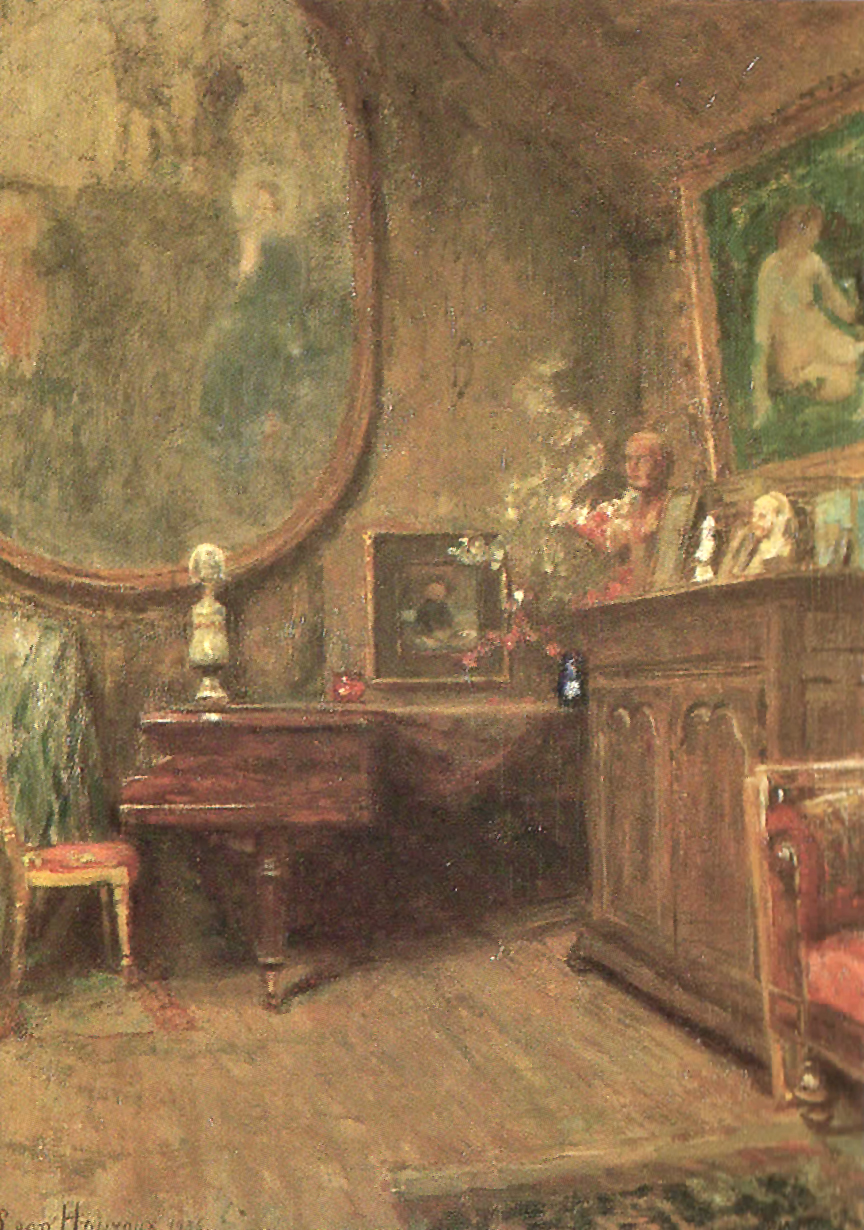
Léon Houyoux, atelier de l'artiste
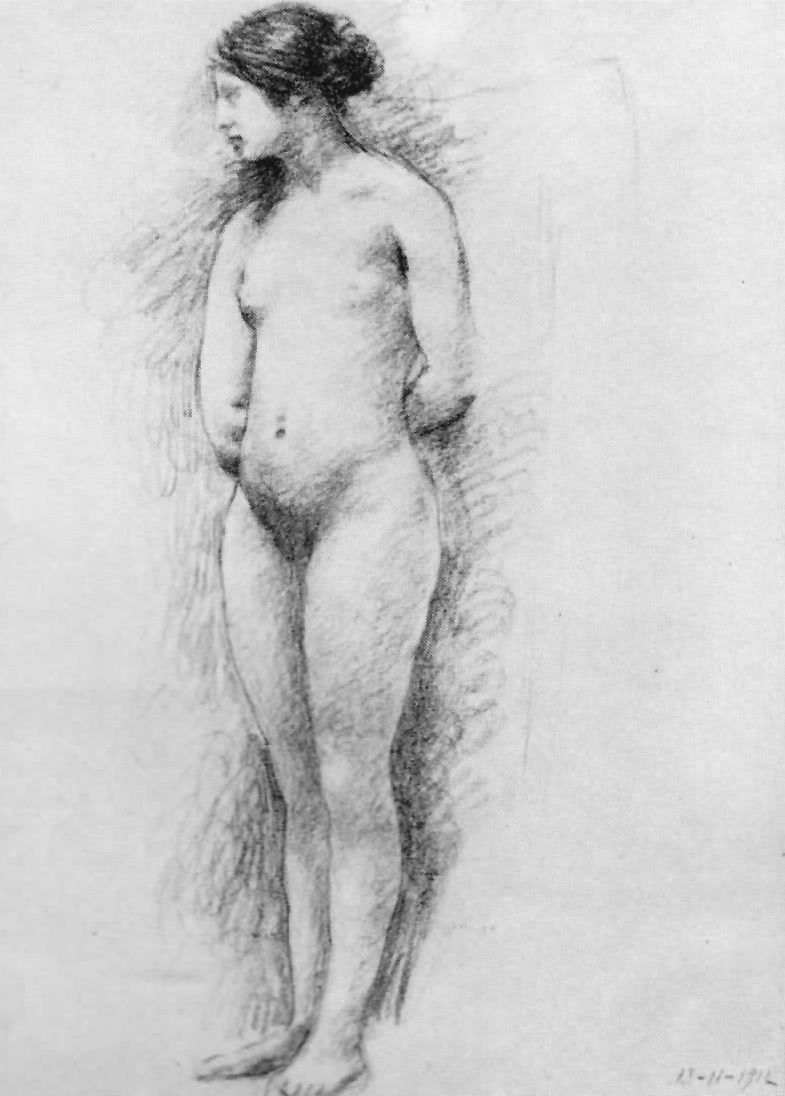
Léon Houyoux, Nu debout
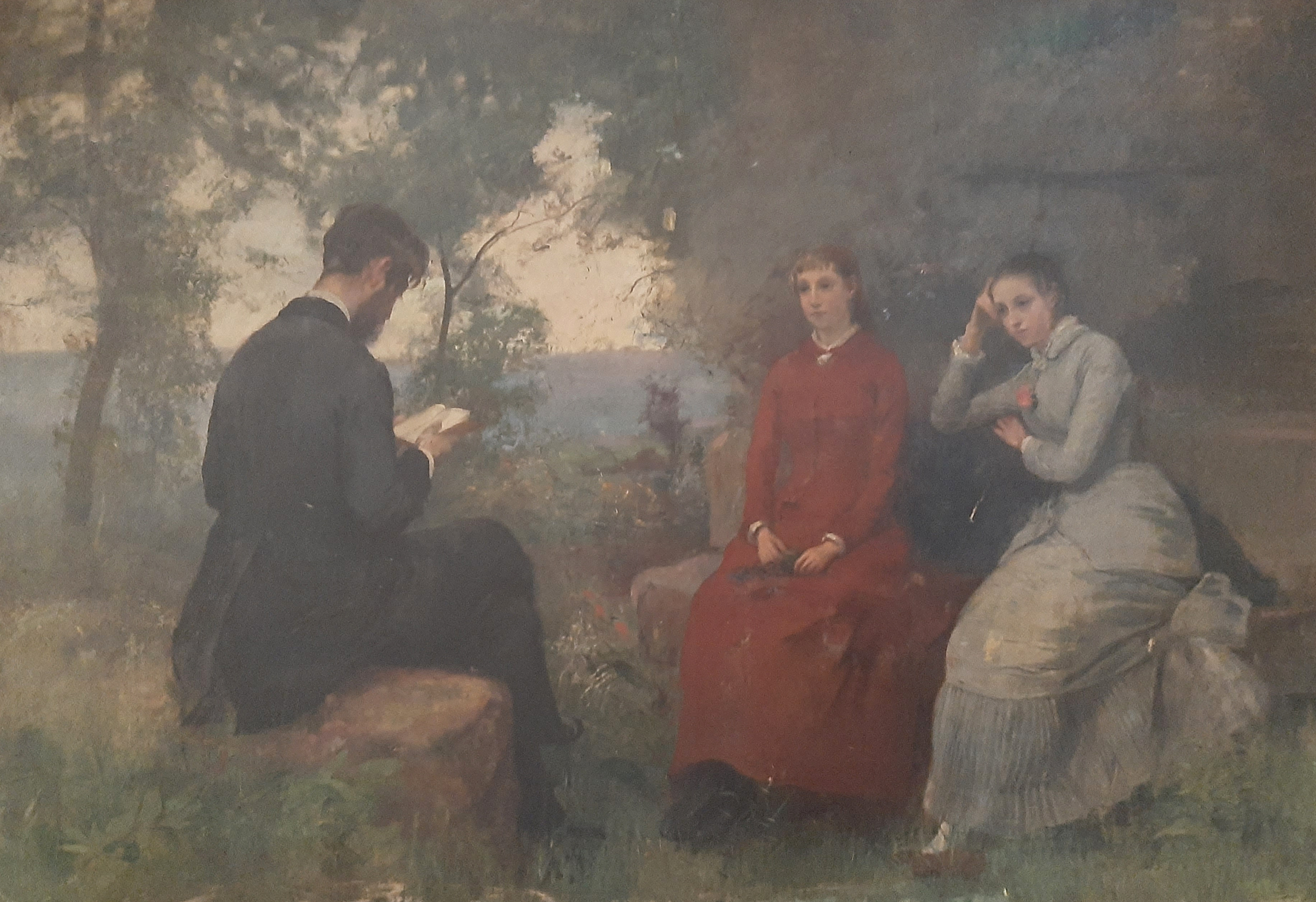
Léon Houyoux, Portrait de Jean-Paul Houyoux (frère de l'artiste)
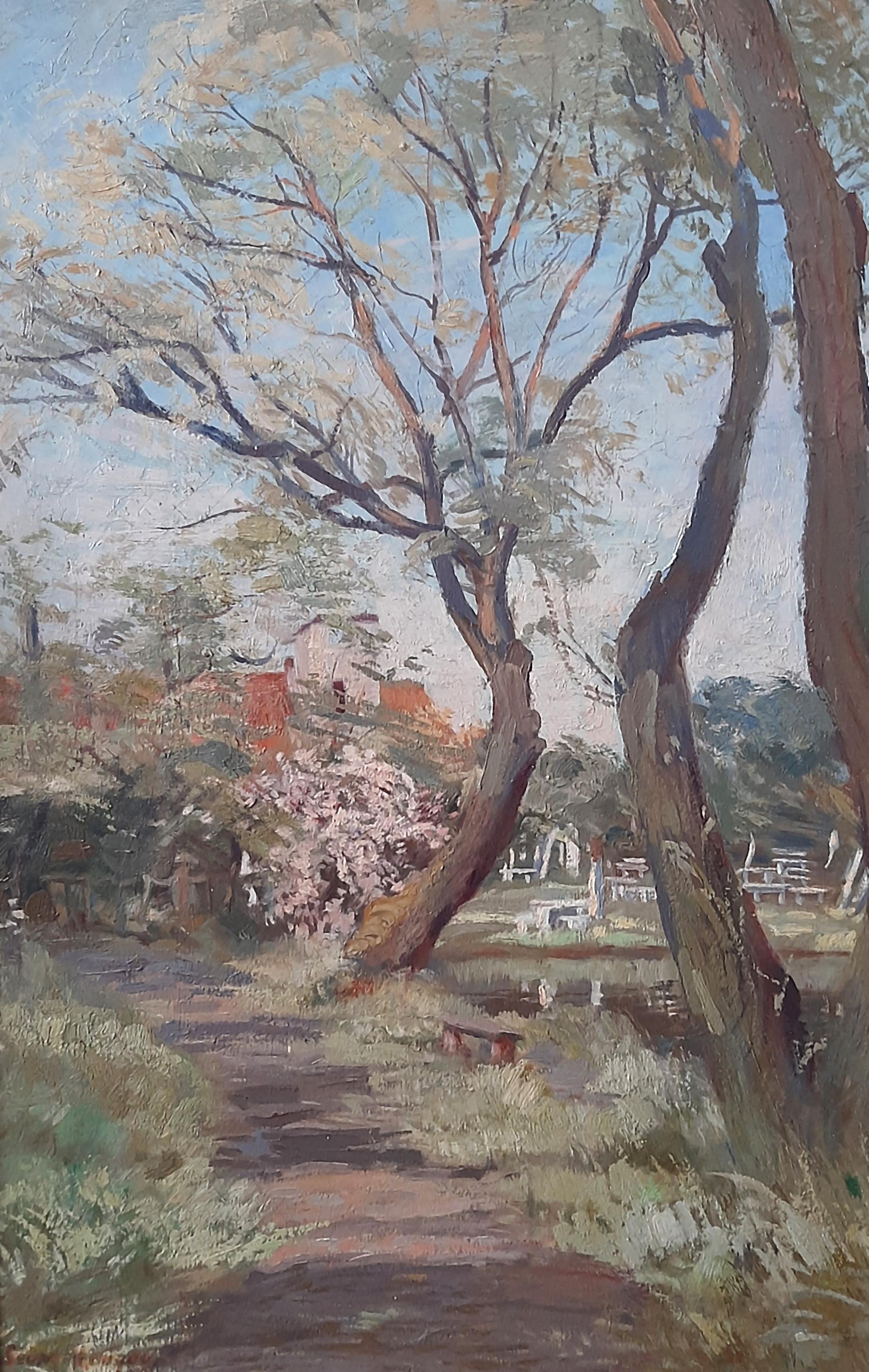
Léon Houyoux, Le Rouge-Cloître
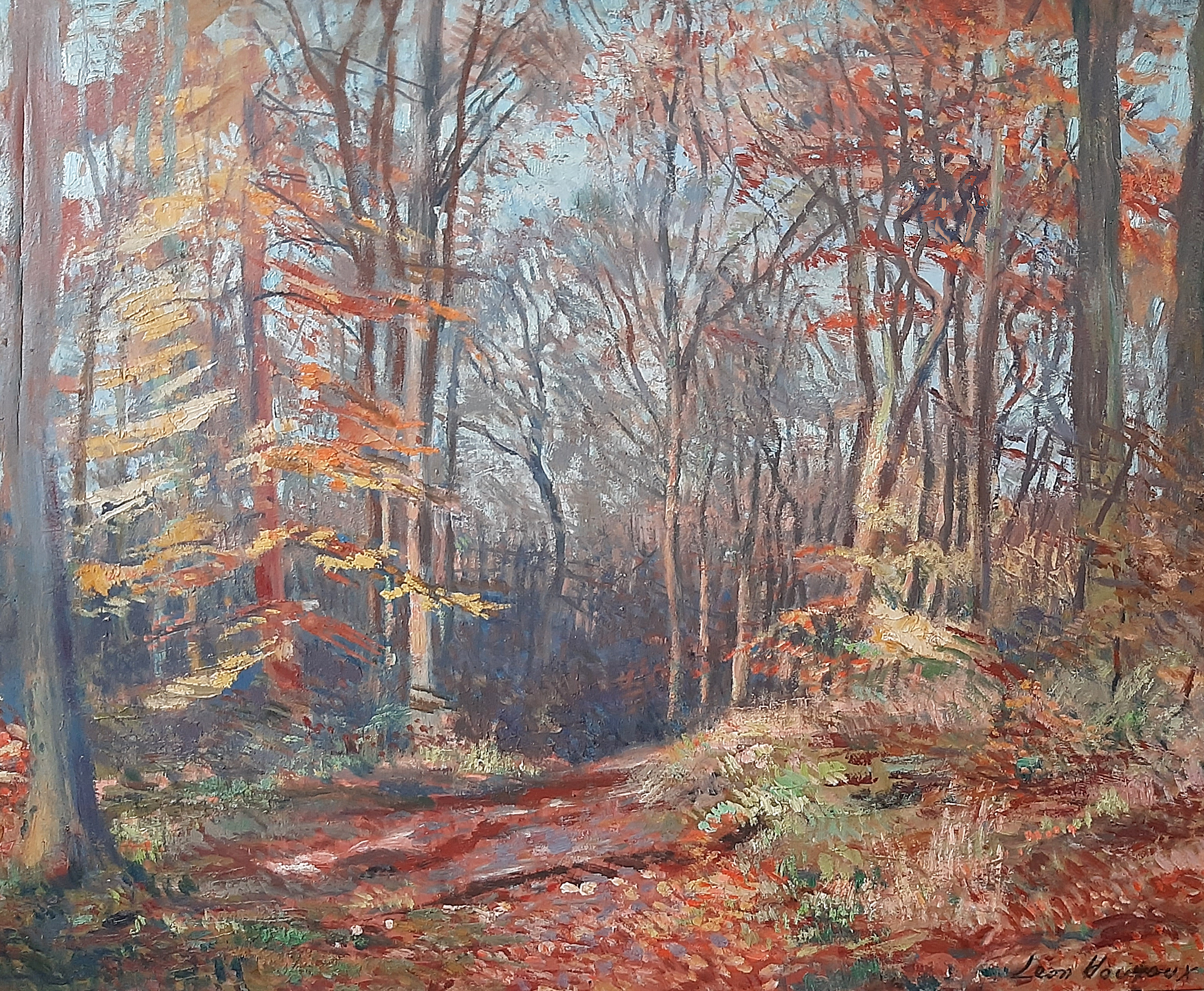
Léon Houyoux, Automne au Rouge-Cloître
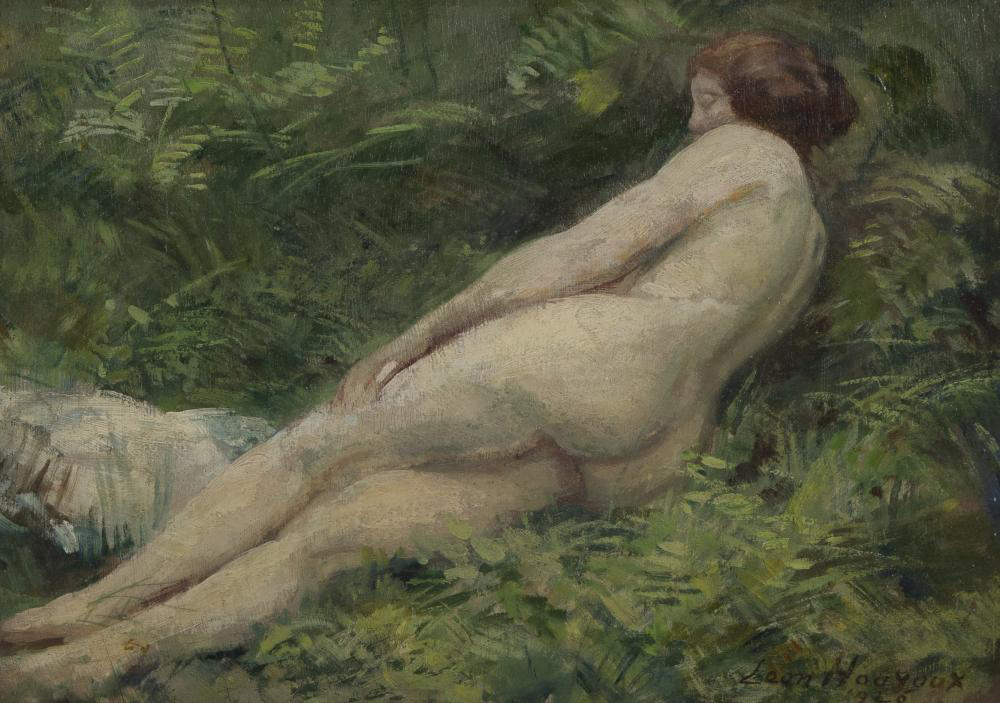
Léon Houyoux, Nu
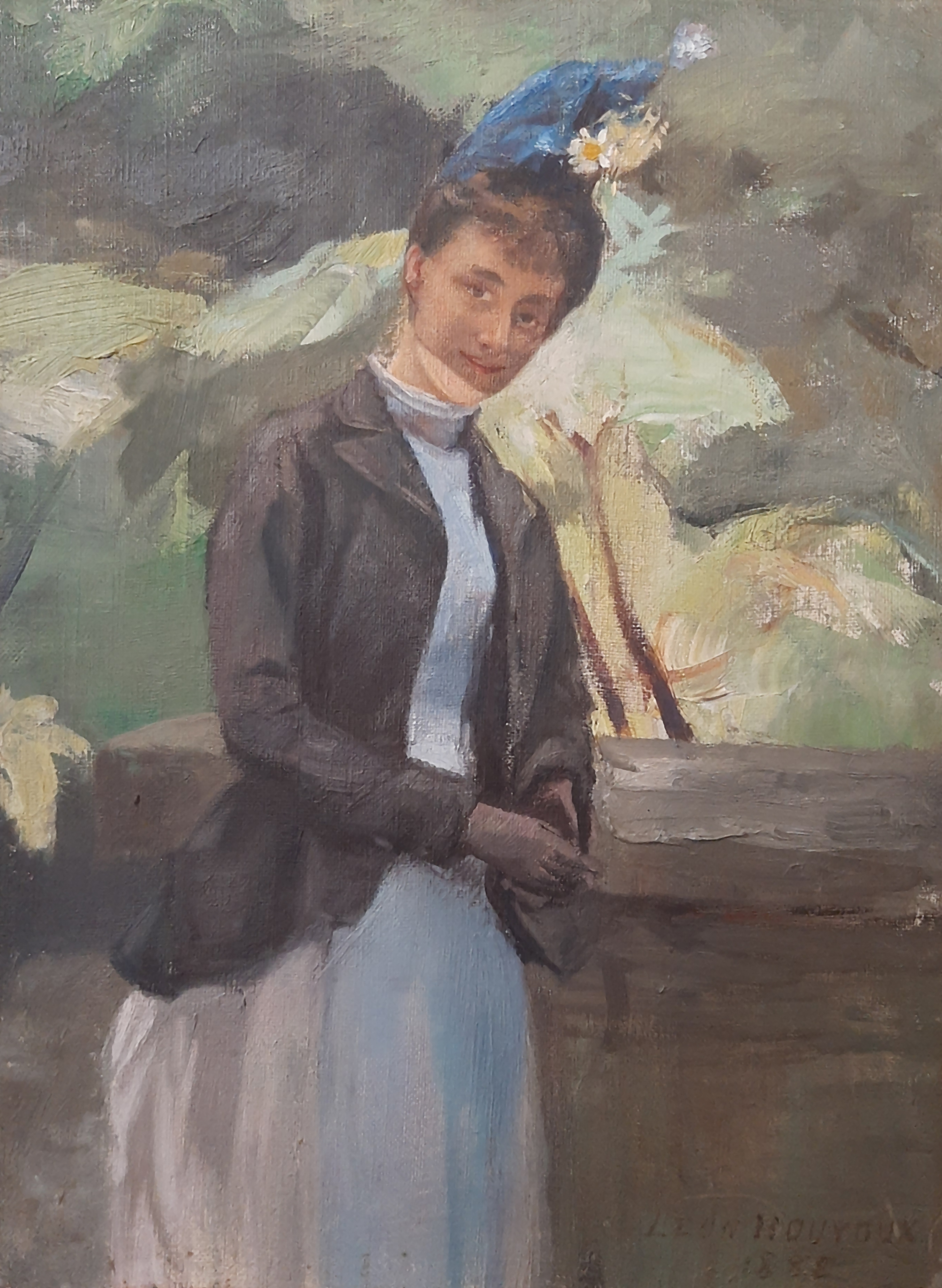
Léon Houyoux, Portrait de Missia
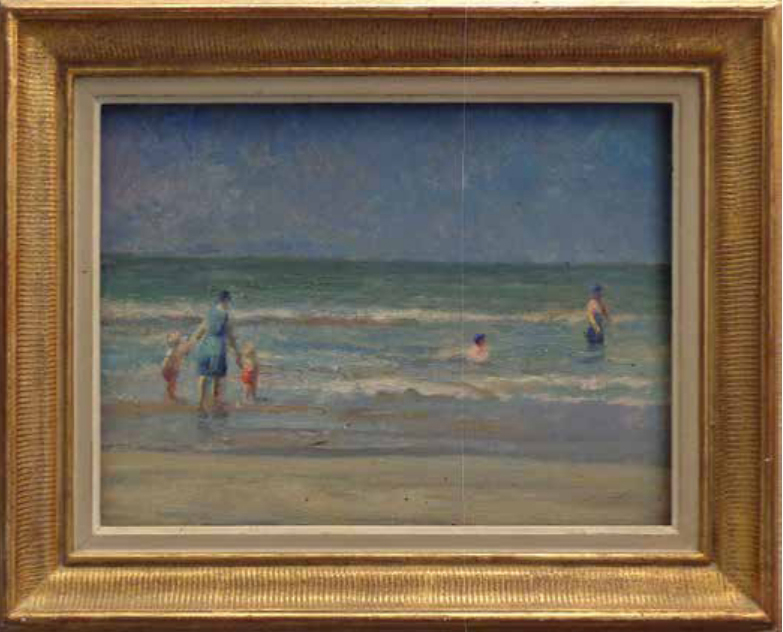
Léon Houyoux, Marine au bain
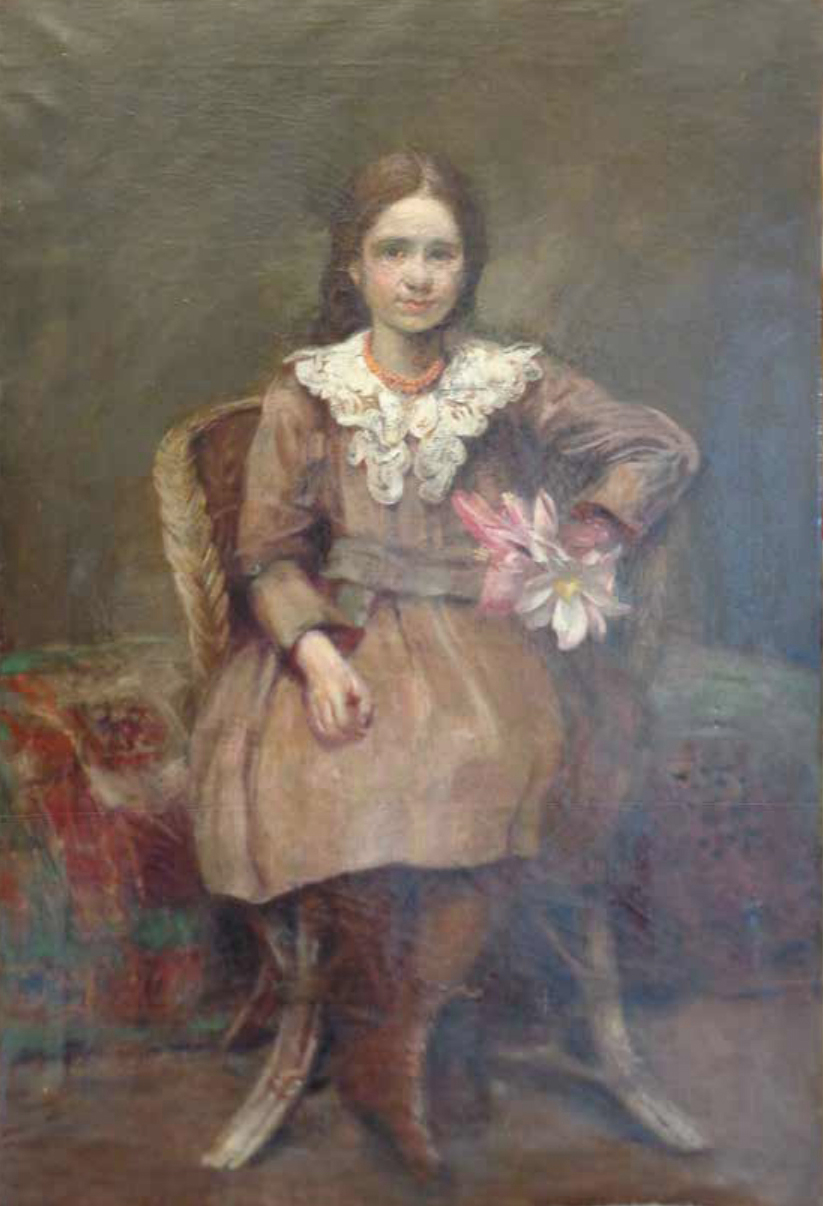
Léon Houyoux, Rose
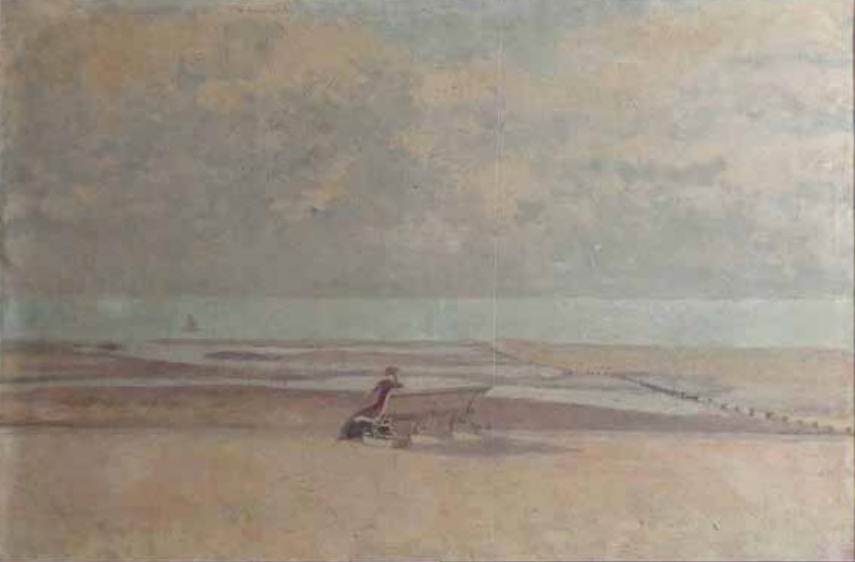
Léon Houyoux, Marine femme au banc
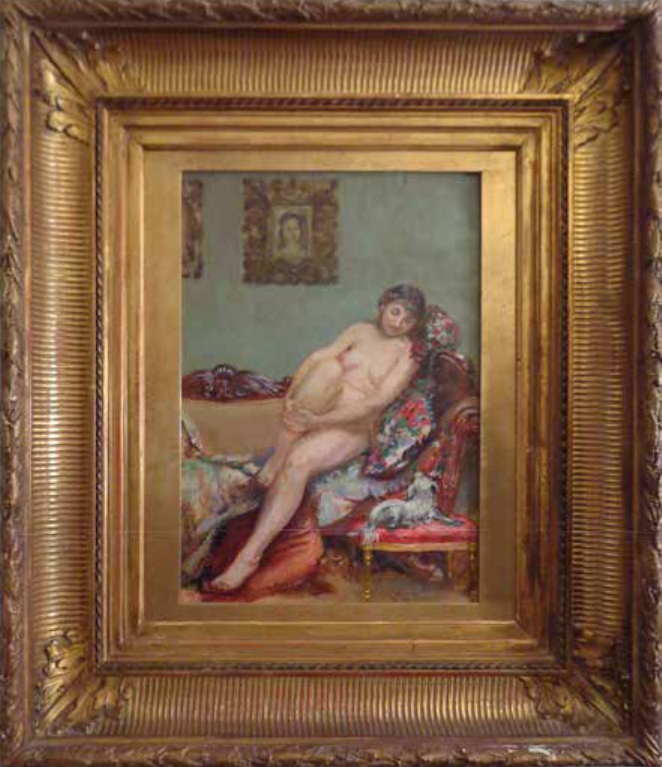
Léon Houyoux, Modèle au petit chien
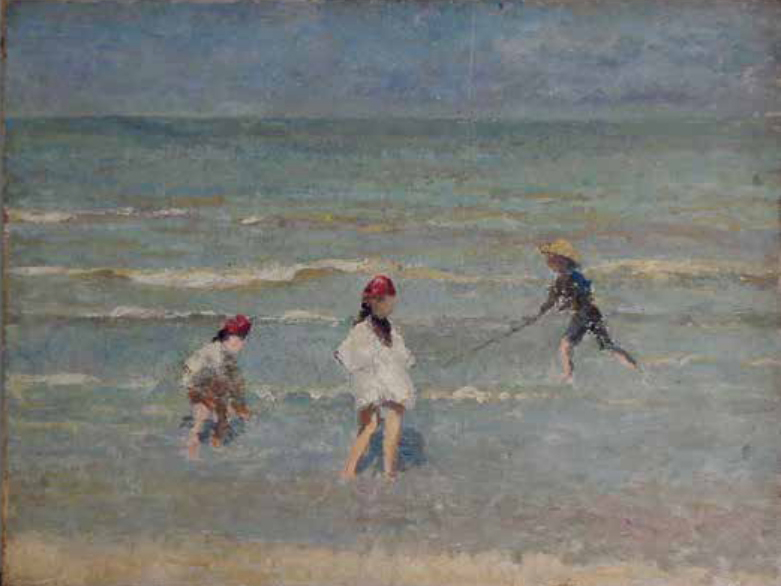
Léon Houyoux, Marine petits pêcheurs
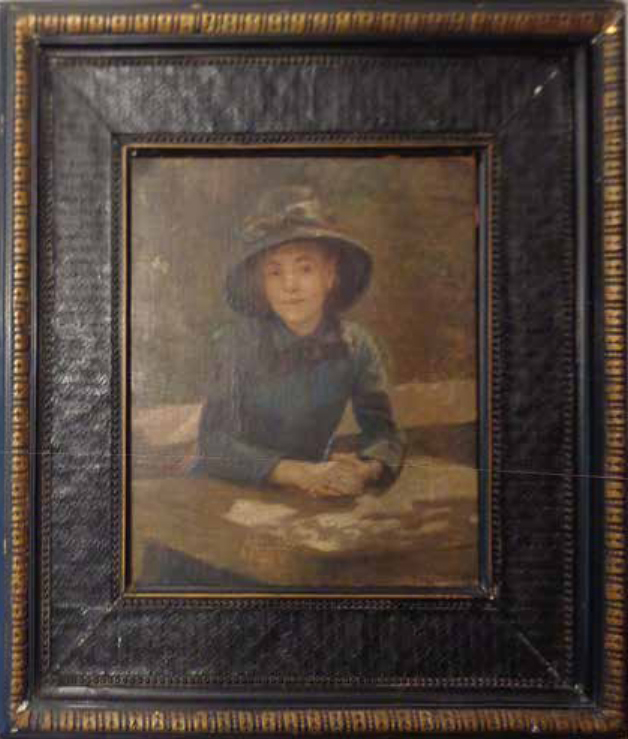
Léon Houyoux, Dame au chapeau gris
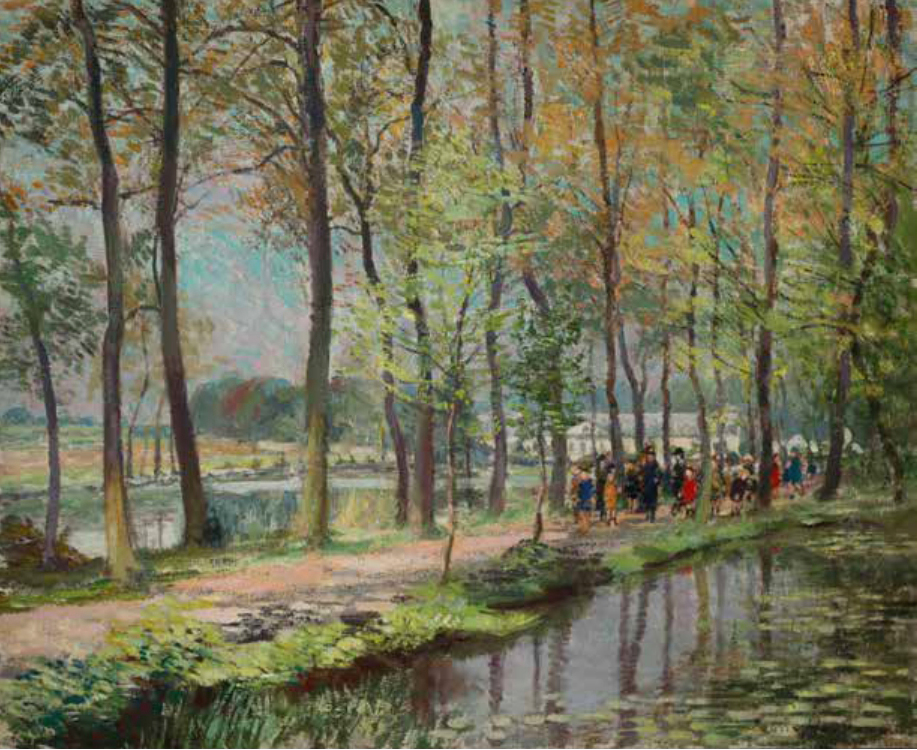
Léon Houyoux, écoliers à la mare aux genouilles
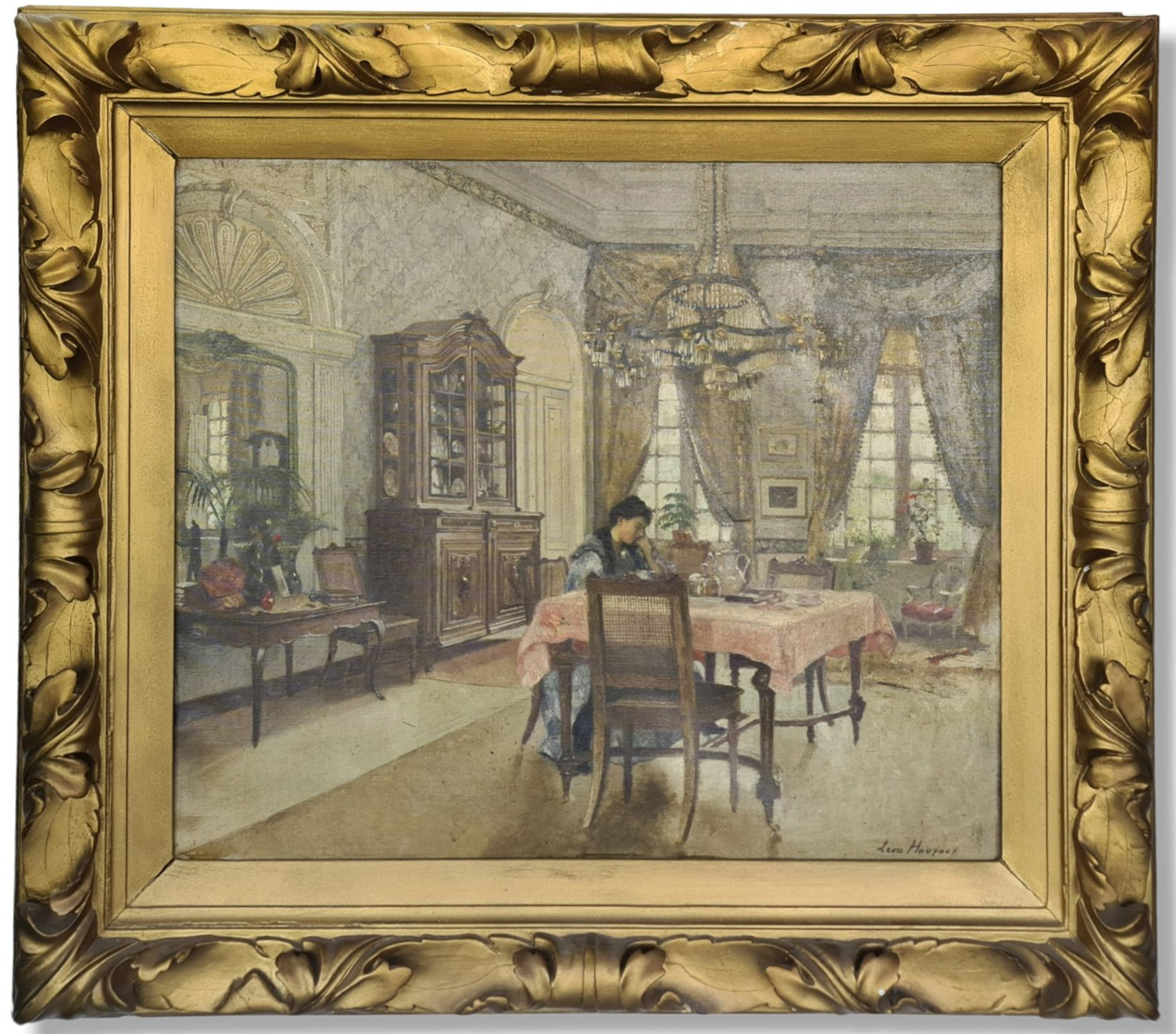
Léon Houyoux, intérieur bourgeois
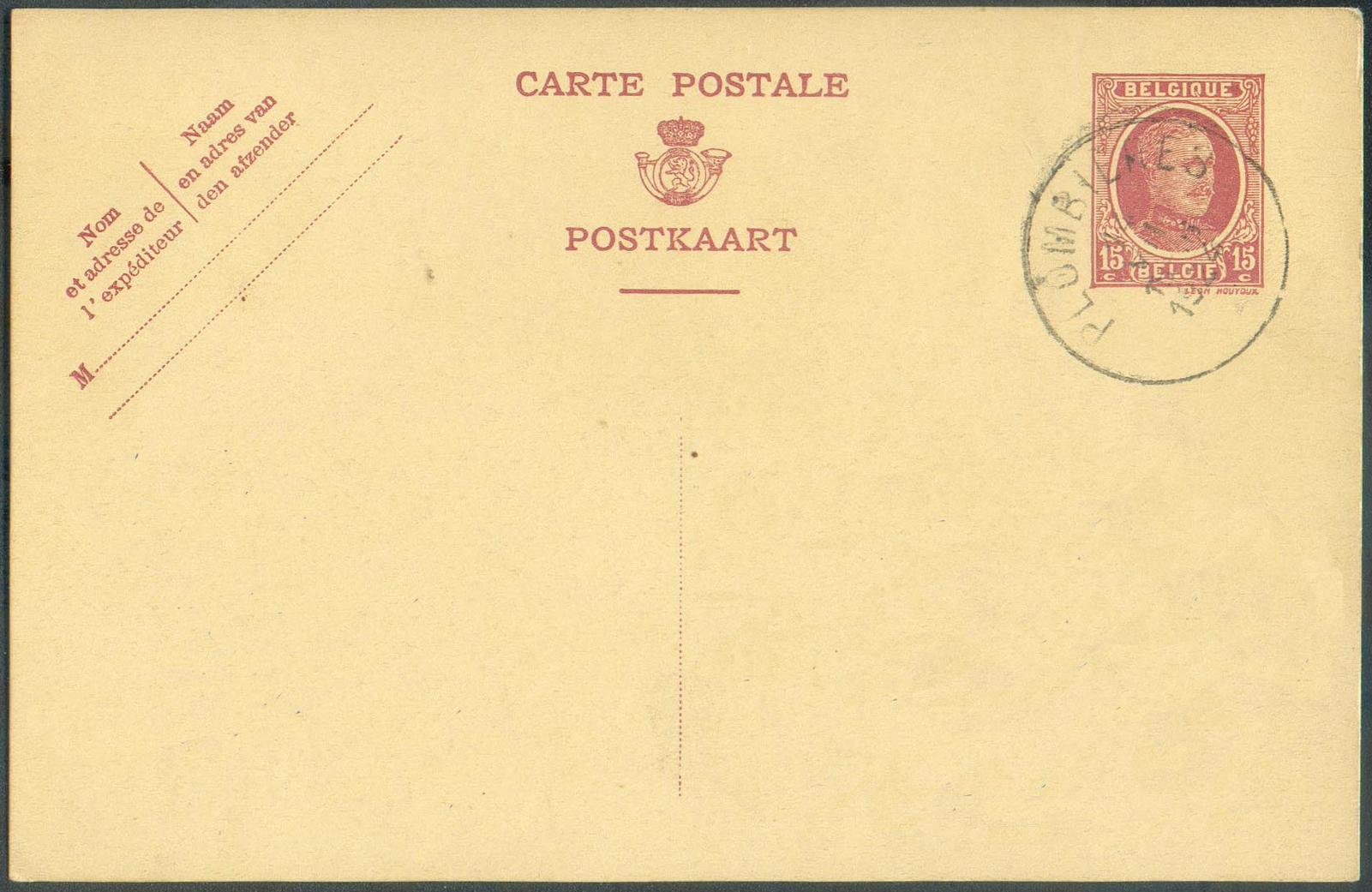
Carte Postale, type Houyoux
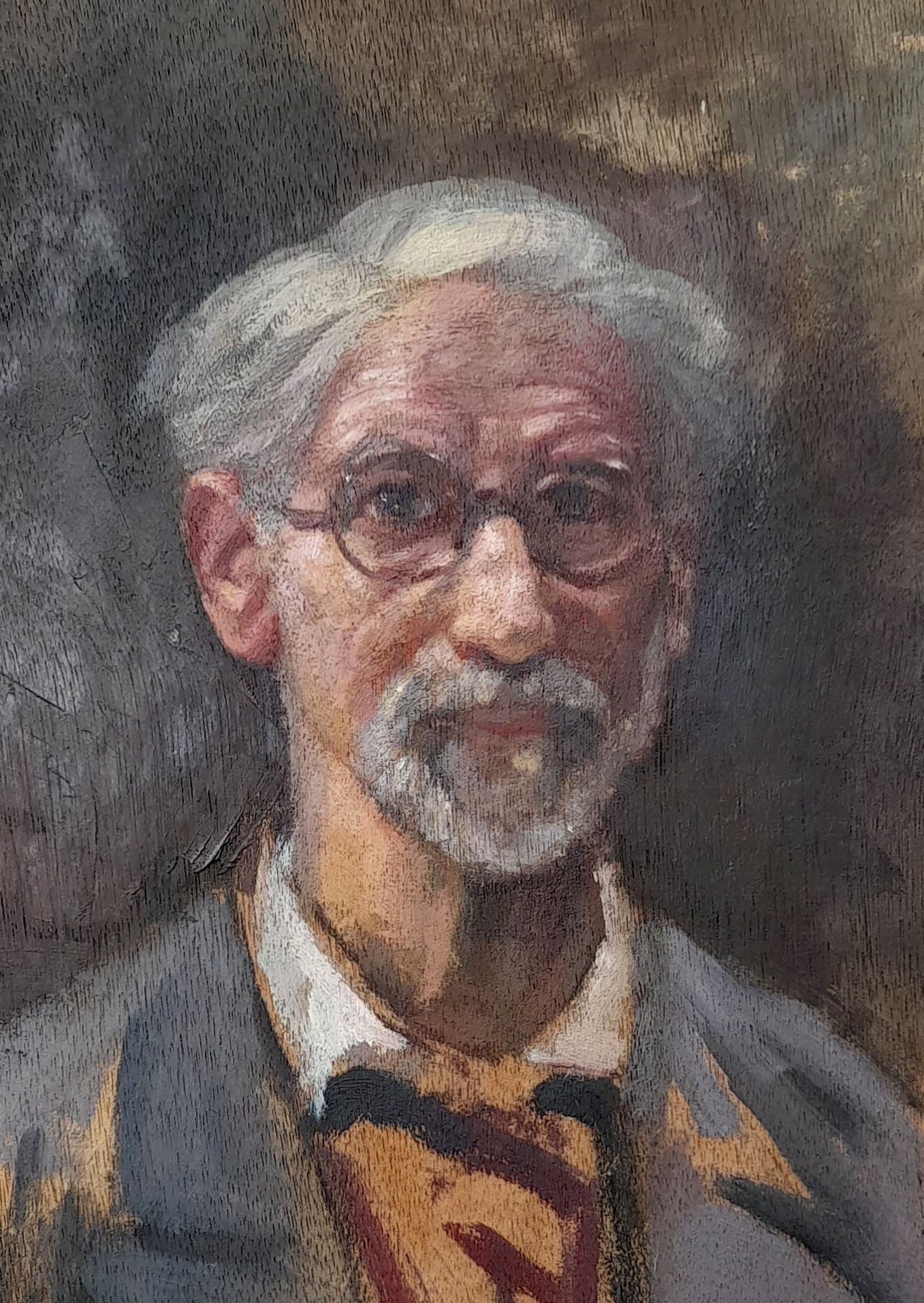
Léon Houyoux, autoportrait, coll. privée
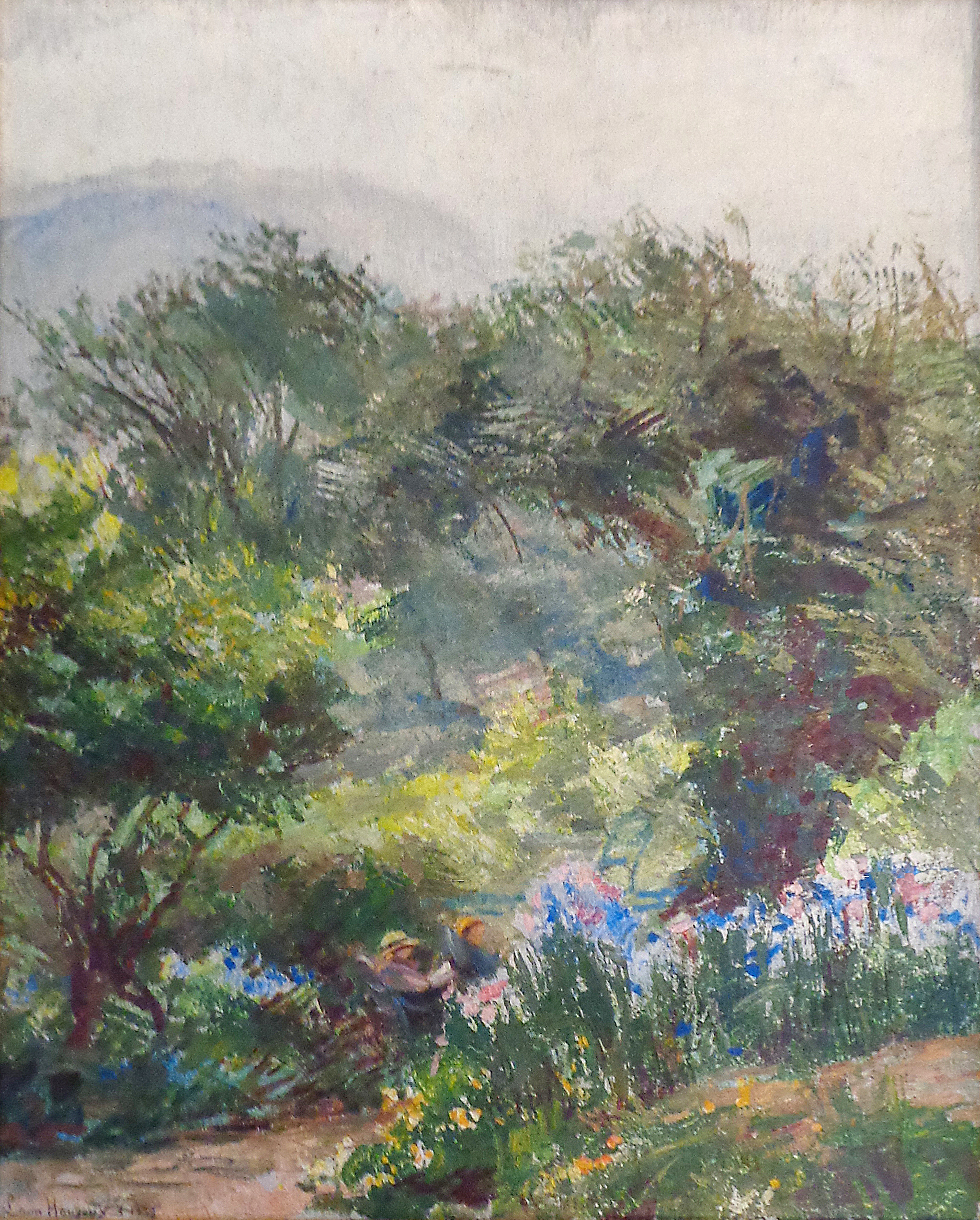
Léon Houyoux, Les lectrices, coll. privée
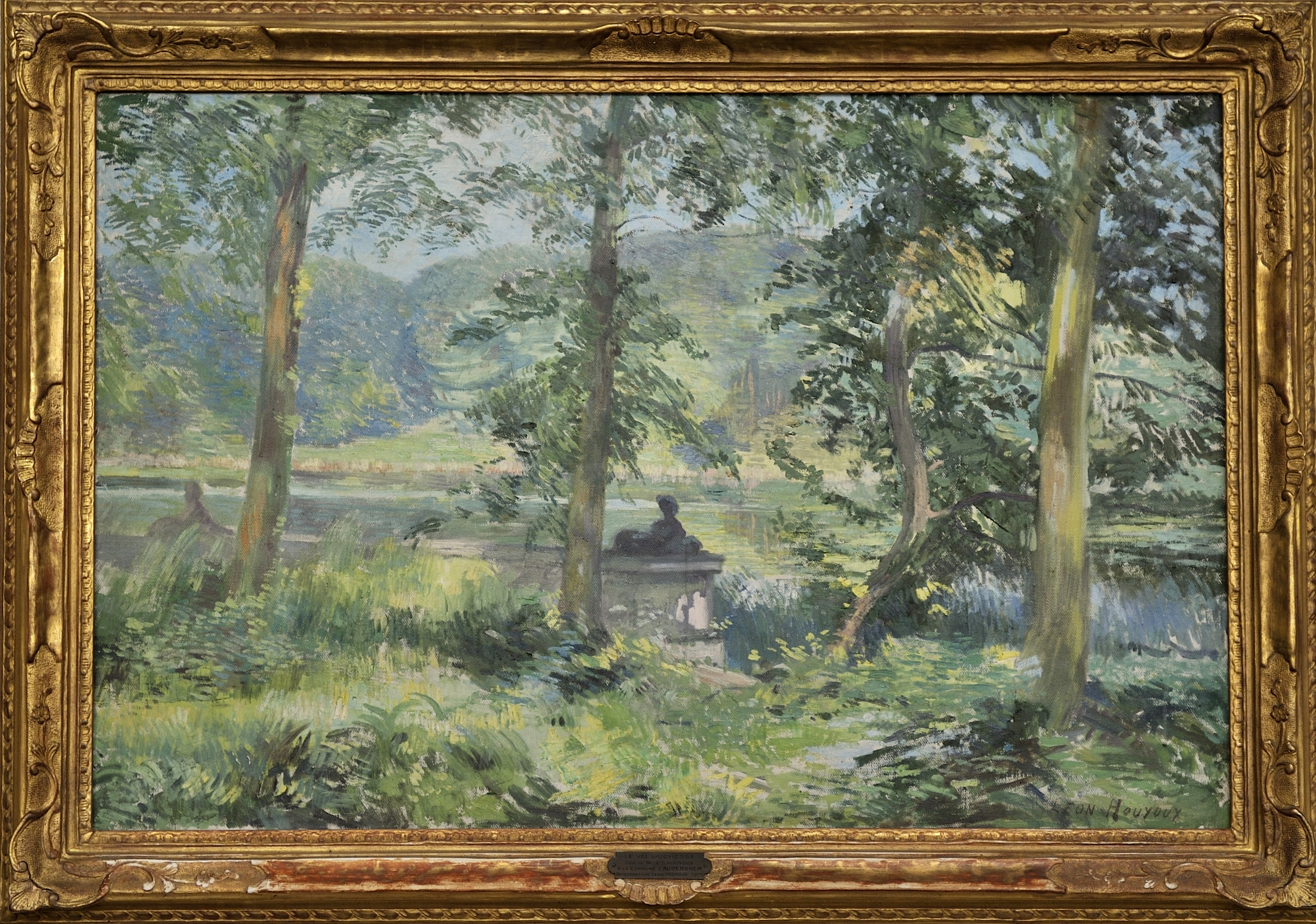
Léon Houyoux, Le Val Duchesse, coll. Commune d'Auderghem
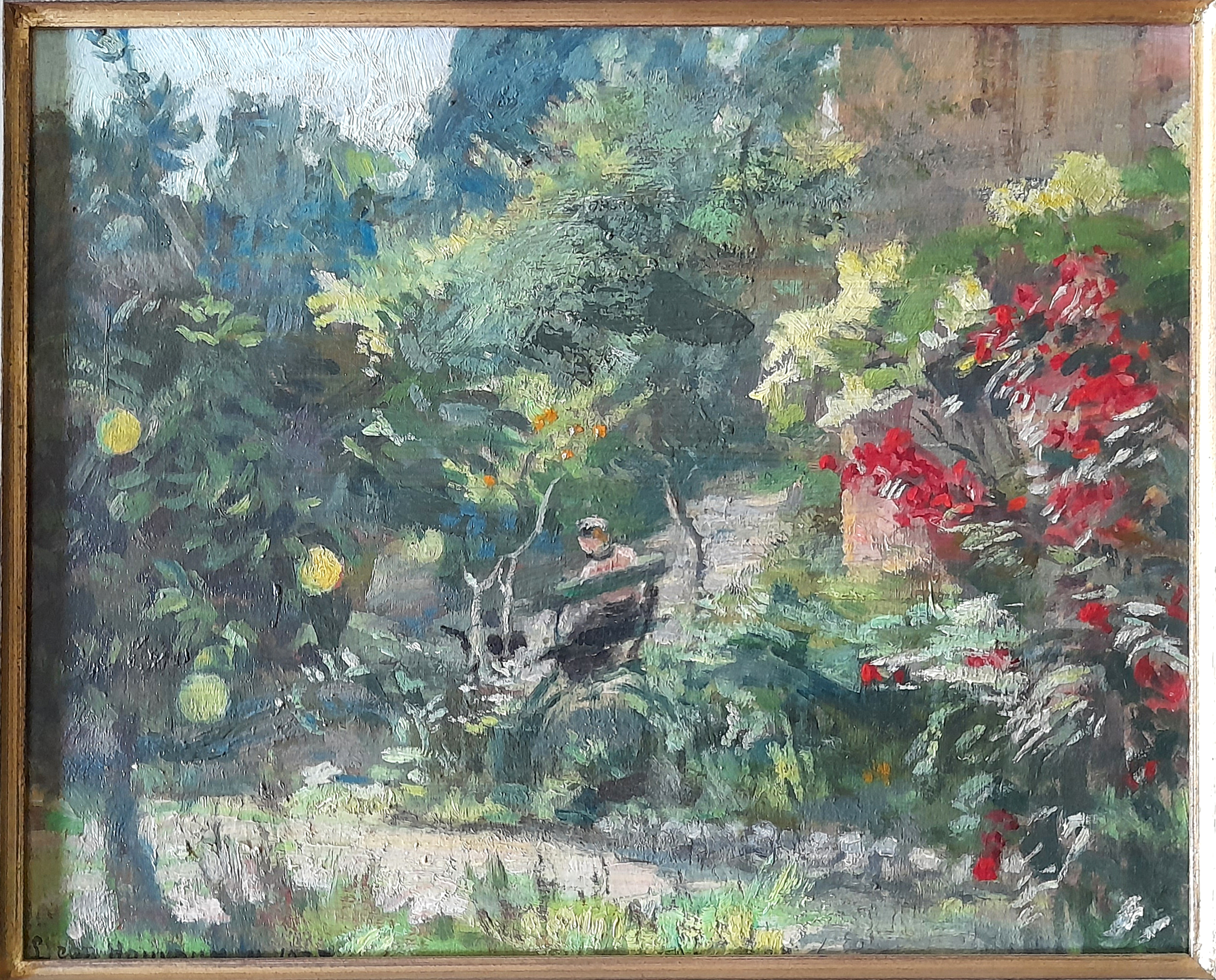
Léon Houyoux, Menton, Jardin au citronnier, coll. privée